# پسیفیک ایر اکسپرس

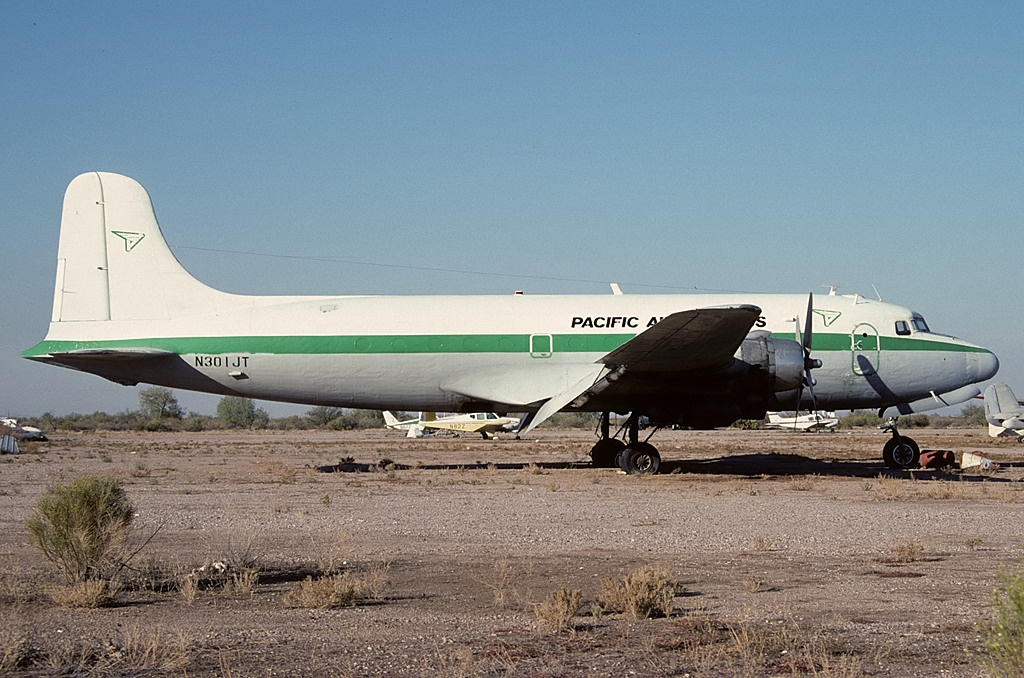
پسیفیک ایر اکسپرس

پسیفیک ایر اکسپرس (به انگلیسی: Pacific Air Express) یک شرکت هواپیمایی با کد یاتا PE است که در تاریخ ۱۹۹۳ میلادی تأسیس شده است. دفتر مرکزی پسیفیک ایر اکسپرس در بریزبن، کوئینزلند، استرالیا واقع شده‌است.